# Lissieu
Lissieu és un municipi francès, situat a la metròpoli de Lió i a la regió de Alvèrnia - Roine-Alps. L'any 2007 tenia 3.234 habitants.

## Demografia

### Població
El 2007 la població de fet de Lissieu era de 3.234 persones. Hi havia 1.140 famílies de les quals 214 eren unipersonals (84 homes vivint sols i 130 dones vivint soles), 314 parelles sense fills, 524 parelles amb fills i 88 famílies monoparentals amb fills.
La població ha evolucionat segons el següent gràfic:
Habitants censats

### Habitatges
El 2007 hi havia 1.245 habitatges, 1.162 eren l'habitatge principal de la família, 60 eren segones residències i 22 estaven desocupats. 1.047 eren cases i 195 eren apartaments. Dels 1.162 habitatges principals, 980 estaven ocupats pels seus propietaris, 164 estaven llogats i ocupats pels llogaters i 18 estaven cedits a títol gratuït; 10 tenien una cambra, 41 en tenien dues, 88 en tenien tres, 218 en tenien quatre i 805 en tenien cinc o més. 1.022 habitatges disposaven pel capbaix d'una plaça de pàrquing. A 367 habitatges hi havia un automòbil i a 755 n'hi havia dos o més.

### Piràmide de població
La piràmide de població per edats i sexe el 2009 era:
| Homes | Edats   | Dones |
| ----- | ------- | ----- |
| 0     | 95 o +  | 0     |
| 4     | 90 a 94 | 4     |
| 4     | 85 a 89 | 8     |
| 12    | 80 a 84 | 8     |
| 20    | 75 a 79 | 40    |
| 36    | 70 a 74 | 48    |
| 68    | 65 a 69 | 84    |
| 64    | 60 a 64 | 60    |
| 96    | 55 a 59 | 84    |
| 100   | 50 a 54 | 104   |
| 108   | 45 a 49 | 112   |
| 140   | 40 a 44 | 128   |
| 164   | 35 a 39 | 168   |
| 76    | 30 a 34 | 104   |
| 60    | 25 a 29 | 68    |
| 76    | 20 a 24 | 68    |
| 100   | 15 a 19 | 80    |
| 144   | 10 a 14 | 128   |
| 164   | 5 a 9   | 160   |
| 92    | 0 a 4   | 140   |

## Economia
El 2007 la població en edat de treballar era de 2.115 persones, 1.545 eren actives i 570 eren inactives. De les 1.545 persones actives 1.457 estaven ocupades (780 homes i 677 dones) i 88 estaven aturades (43 homes i 45 dones). De les 570 persones inactives 155 estaven jubilades, 275 estaven estudiant i 140 estaven classificades com a «altres inactius».

### Ingressos
El 2009 a Lissieu hi havia 1.097 unitats fiscals que integraven 3.144 persones, la mediana anual d'ingressos fiscals per persona era de 27.203 €.

### Activitats econòmiques
Dels 286 establiments que hi havia el 2007, 1 era d'una empresa extractiva, 1 d'una empresa alimentària, 1 d'una empresa de coc i refinatge, 4 d'empreses de fabricació de material elèctric, 9 d'empreses de fabricació d'altres productes industrials, 36 d'empreses de construcció, 56 d'empreses de comerç i reparació d'automòbils, 13 d'empreses de transport, 5 d'empreses d'hostatgeria i restauració, 15 d'empreses d'informació i comunicació, 20 d'empreses financeres, 17 d'empreses immobiliàries, 78 d'empreses de serveis, 16 d'entitats de l'administració pública i 14 d'empreses classificades com a «altres activitats de serveis».
Dels 44 establiments de servei als particulars que hi havia el 2009, 1 era una oficina de correu, 2 tallers de reparació d'automòbils i de material agrícola, 1 autoescola, 1 paleta, 4 guixaires pintors, 8 fusteries, 5 lampisteries, 3 electricistes, 2 empreses de construcció, 2 perruqueries, 1 veterinari, 3 restaurants, 9 agències immobiliàries, 1 tintoreria i 1 saló de bellesa.
Dels 8 establiments comercials que hi havia el 2009, 1 era una gran superfície de material de bricolatge, 1 una botiga de menys de 120 m², 1 una fleca, 1 una carnisseria, 1 una botiga de roba, 1 una botiga de material esportiu i 2 floristeries.
L'any 2000 a Lissieu hi havia 10 explotacions agrícoles.

## Equipaments sanitaris i escolars
L'únic equipament sanitari que hi havia el 2009 era una farmàcia.
El 2009 hi havia 1 escola maternal i 2 escoles elementals.

## Poblacions més properes
El següent diagrama mostra les poblacions més properes.